# Paço de Lanheses
El Paço de Lanheses, també referit com a Quinta do Paço (per estar dins d'una quinta rural que conté vinyar) és una casa pairal classificada com a Monument d'Interés Públic, situada a la freguesia de Lanheses, municipi i districte de Viana do Castelo, a Portugal.
Dintre d'una línia tradicional de la regió del Nord de Portugal, és una gran casa senyorial, composta per dos cossos desiguals, de dos pisos, amb capella adossada al cos major. Es construí a finals del s. XVI i s'amplià al segle xviii, i és dins una extensa propietat agrícola.
També s'anomena Paço dos Almadas per pertànyer, des de la primeria del segle xix, al representant dels Almadas (comtes d'Almada) i havia estat abans Solar dos Ricaldes perquè hi nasqué la família amb aquest nom associat al cognom, avantpassats dels primers per línia femenina a partir d'aquesta data.
Dintre del seu agradable jardí, a l'entrada, es troba la creu de terme de Lanheses, un altre Monument Nacional (classificat com a IIP pel Decret núm. 12 122, de 11-10-1033), que representava el dret de justícia que els senyors d'aquesta casa, antigament, tenien sobre aquest desaparegut municipi, abans Vila Nova de Lanheses.

## Classificació
Per decret, sortit en el Diário da República el 31 de desembre del 2012, tant la quinta com el Paço de Lanheses (amb el solar i la restant propietat, des dels jardins, una altra casa rural i els camps) foren classificats com a Monument d'Interés Públic (MIP), amb una zona especial de protecció (ZEP), per la presidència del Consell de Ministres, mitjançant la signatura, el 13 de desembre del mateix any, del llavors president del Gabinet del Secretari d'Estat de Cultura.

## Llegendes i història
Consta i és de tradició familiar que va estar ací, al 1580, Antoni I quan fugia dels espanyols i intentava unir forces aliades. També que el cèlebre bandit Zé do Telhado demanà prestada una joia ací a la senyora d'aquesta casa, comtessa d'Almada, i li la tornà amb una pedra preciosa més incrustada que havia estat perduda feia molt de temps.

## Elements arquitectònics
La construcció del Paço de Lanheses començà al segle xvi i fou totalment remodelat a la primeria del segle xviii.
La seua arquitectura és setcentista, tret d'una porta i una finestra que són cinccentistes, pertanyents a un cos més antic que va quedar integrat a l'edifici. Al 1723 es demanà a la diòcesi de Braga canviar-ne de lloc l'antiga capella, ampliar-la i fer-la pública. La nova capella, del mateix estil que la resta del paço (palatium), fou beneïda al 1757. Segons un testament n'hi hagué noves obres el 1764 a la cavallerissa.
El solar forma una enorme L en un ampli terreny, envoltat de dos murs. Un d'ells baix, però, amb una bardissa de boix; i un altre alt, amb merlets, tallat per una gran porta amb una pedra d'armes. Als costats, dos pinacles completen la decoració.
L'entrada se'n fa per l'ala nord i al centre de l'edifici principal, per una elegant escalinata de granit.
A cada costat d'aquestes escales de pedra l'aigua corre per dues fonts contemporànies a la resta de la construcció, però que provenen de la casa que la família posseïa en aquesta època a la capital d'aquest districte (Viana do Castelo). Aquesta propietat donava aigua gratuïta als viatgers i a la població en general, que ve d'una mina de la família. Encara se'n veuen vestigis, en el que hui s'anomena la "carrera" o "albereda d'arbres" d'accés a la porta, i que abans formava part de l'antiga carretera de Ponte de Lima-Viana do Castelo.

## Dades genealògiques
Els Almada, els propietaris, descendeixen directament dels primers fundadors d'aquest solar -João Martins Ricalde (o da Rica) i la seva dona Ana da Rocha, filla del dels "Rochas de Meixedo" comandataris del Monestir de S. Salvador da Torre, propietari del <i>Couto</i> de Lanheses.
En aquesta casa pairal, fins a l'entrada de la família Almada en la família Abreu Pereira Ricalde o Martins, hi havia molt bones relacions amb a la corona portuguesa. Durant quatre generacions van nàixer ací quatre <i>desembargadors</i> que recolzaren la gestió del front del Regne de Portugal, entre aquests, els doctors: Gonçalo Mendes de Brito, Sebastião Pereira de Castro, José Ricalde Pereira de Castro i Francisco de Abreu Pereira de Meneses.
La trobada de les dues famílies s'esdevingué el 30 de març de 1818 quan la filla única i hereva, Maria Francisca de Abreu Pereira Cirne Peixoto (senyora del Paço de Lanheses), es casa amb el majorat Antão José Maria de Almada (comte d'Almada i Abranches), filla única de Sebastião de Abreu Pereira Cirne Peixoto, primer senyor de Vila Nova de Lanheses i capità major jurídic d'aquesta mateixa localitat.
Així s'uní el llinatge de Lanheses i comanes de Vila Franca (Viana do Castelo) i de Ferreira (Zêzere), que ella aportava de dot, als de Pombalinho (Soure) i Lagares d´El-Rei (Lisboa) que la família d'ell hi aportava.
Més tard, aquests vincles van ser extingits i separats, per la llei liberal del 1835, excepte la possessió de les cases.